# Zlata (Rumunia)
Zlata – wieś w Rumunii, w okręgu Teleorman, w gminie Dracea. W 2011 roku liczyła 104 mieszkańców.